# سیارک ۲۱۵۹
سیارک ۲۱۵۹ (به انگلیسی: 2159 Kukkamaki، نامگذاری:1941UX) دو هزار و صد و پنجاه و نهمین سیارک کشف شده‌است که در ۱۶ اکتبر ۱۹۴۱ کشف شد.
قدر مطلق سیارک برابر ۱۲٫۰۷ است.